# La Encuhetada
La Enchuetada (der vollständige Titel lautet: La Encuhetada o Los gauchos y la intervención en el Río de la Plata en 1848 oder Deutsch in etwa: La Encuhetada oder Die Gauchos und die Intervention am Río de la Plata von 1848) ist ein von Hilario Ascasubi 1848 abgefasstes und am 18. August des Jahres veröffentlichtes gaucheskes Gespräch in 528 (inklusive der einleitenden Verse: 598) Versen. 1872 wurde es in den Sammelband Paulino Lucero o los gauchos del Río de la Plata cantando y combatiendo contra los tiranos de la República Argentina y Oriental del Uruguay (1839 a 1851) aufgenommen.

## Inhalt
Dem eigentlichen Gespräch gehen eine Notiz, eine Warnung sowie eine Zueignung voran. Historischer Hintergrund von La Encuhetada ist 1847 die Aufhebung eines 1845 verhängten Embargos Frankreichs und Großbritanniens gegen Juan Manuel de Rosas, der von den Unitariern, den Gegnern Rosas’, zu denen auch Ascasubi zählte, als ein Schlag ins Gesicht durch ihre Verbündeten gewertet wurde. Obendrein beabsichtigte Frankreich 1848 mit Rosas Frieden zu schließen.

### Señor patrón y relator delComercio de la Plata(An den Besitzer und Chefredakteur desComercio de la Plata)
Der Besitzer der Zeitung, so der Verfasser der Notiz, werde wegen der Veröffentlichung der Verse ohnehin die Nacht durcharbeiten müssen. Am Morgengrauen gedenke der Autor der Verse diese dann in der Ortschaft zu verteilen, nachdem er dem Besitzer einen Besuch abgestattet und das Manuskript der Verse gebracht habe. Zunächst gedenke der Urheber der Verse dem Besitzer der Zeitung einen ersten Teil zu bringen und verspricht, dass der zweite Teil noch provozierender sein werde. Er werde den Grafen Palmetón, d. h. den Grafen Palmerston dazu bringen, sich vor Wut aufzubäumen, denn es gebe keinen Engländer, den er mehr verachte als diesen.
Der Urheber der Verse erinnert den Besitzer der Zeitung wiederholt daran, dass er am frühen Morgen in die Druckerei kommen werde. Sie würden gemeinsam einen cimarrón, d. h. einen ungesüßten Mate, trinken. Am Ende lobt er den französischen Lithographen Mr. Lebas, der die Illustrationen zu La Encuheteada angefertigt habe. Die Notiz an den Besitzer ist mit dem Namen Luciano Callejas signiert.

### Advertencia a los uropeos cosquillosos (Warnung an die reizbaren Europäer)
Die Europäer werden gewarnt, dass sich im nachfolgenden Gespräch drei liberal gesinnte Gauchos über die schäbige Politik zweier Regierungen (d. h. der englischen und französischen) beklagen würden. Als Gauchos würden diese kein Blatt vorm Mund nehmen, ohne dabei die Europäer beleidigen zu wollen.

### Dedicatoria (Zueignung)
Die ironisch gemeinte Zueignung ist dem Grafen Palmerston gewidmet, der für die Aufhebung der Blockade gegen Rosas verantwortlich gemacht wird. Dieser habe durch sein Verhalten, so wird ironisch gesagt, großes Ansehen erworben. Luciano Callejas (der Unterzeichner der Notiz) widme ihm deshalb im Namen der Gauchos die als Spottgedicht gemeinte Zueignung. Dies geschehe unter anderem deshalb, um wiederum Rosas’ „Spottgedicht“ auf die Engländer zu feiern, d. h. Rosas’ Weigerung, Vertreter der englischen Regierung zu empfangen, die er aus Sicht der Unitarier auf diese Weise zum Besten hält. Der Autor der Zueignung erklärt den Engländern, die er für etwas begriffsstutzig hält, was er mit einem Spottgedicht meint. Ein Spottgedicht sei eine Schale ohne Kern, die nach verbranntem Mist stinke, die etwas ölig sei und die man in Tandil vorfinde. Diese Schale sei als Brennstoff der Lampe eines jeden Prahlhans (Rosas) geeignet. Der Graf Palmerston solle diesen Zunder doch bitte an den Premierminister Peel anbringen.

### La Encuhetada
Der Abschnitt, in dem das eigentliche gaucheske Gespräch stattfindet, hat den Untertitel: Sorpresa del gaucho Morales al recibir a su amigo Olivera en su rancho junto a las trincheras de Montevideo oder Deutsch in etwa: Verwunderung des Gaucho Morales, als er seinen Freund Olivera in seiner Ranch in der Nähe der Schützengräben Montevideos empfängt.

#### Vers 1–69
Als er den Gaucho Severo Olivera auf sich zureiten sieht, kann Marcelo Morales dies kaum glauben. Er fragt ihm nach seinem Wohlbefinden. Olivera antwortet ihm, dass er sein Dasein friste. Er sei froh, in der Gegend seinen Freund angetroffen zu haben, da er hier Fremd sei und niemanden kenne. Marcelo kann mit ihm mitfühlen, da er vermutet, dass er den langen Weg von Maldonado geritten sei. Oliveras Reise sei derart beschwerlich gewesen, dass er lieber nicht weiter darüber spricht, um nicht niedergeschlagen zu sein. Da Olivera weint, bietet ihm Morales ein zerfetztes Leder an, damit dieser sich darauf setze. Der wahre Grund für die Niedergeschlagenheit Oliveras scheint die Tatsache zu sein, dass er acht Jahre lang von der Not geplagt wurde und daher die Gewohnheit verloren habe, den gewohnten Lastern der Gauchos, dem Tabak, Schnaps und Mate, nachzugehen. Auch Marcelo befindet sich in Not. Seine Frau habe vor kurzem eine wollene Bettdecke verkauft, da sie wieder Mate trinken wollte. Marcelos Frau sei, was den Handel angeht, sehr geschickt zu sein, denn sie werde nicht allein Mate, sondern auch Schnaps und Tsabak bringen, ohne gar einmal die Bettdecke verpfändet zu haben. Marcelo schickt sich vorsichtshalber an, Feuer zu machen, damit sie Mate trinken könnten, wenn seine Frau wieder da sei. Zu diesem Zweck lässt Marcelo seinen Sohn, Agapito, einen Kessel mit Wasser füllen. Olivera ist erstaunt darüber wie Agapito gewachsen ist und lobt sein gutes Gedächtnis, denn er habe ihn, als er herbeigeritten sei, auf Anhieb wiedererkannt. Olivera fragt ihn nach einem Pferd, mit dem er ihn zuletzt gesehen hatte.

#### Vers 70–237
Agapito hat über dieses Pferd keine gute Nachricht zu vermelden, denn dieses sei ihm zusammen mit einem anderen Pferd gestohlen worden. Marcelo kommentiert diesen Vorfall ironisch mit der Bemerkung, dass dies eine schöne Erinnerung an die Zeiten Echagües sei. Gemeint ist Pascual Echagüee, ein argentinischer General, der 1839 in Uruguay eingefallen ist, um dort Manuel Oribe zu unterstützen. Da Olivera sich mit Agapito unterhalten möchte, zieht sich Marcelo zurück und verspricht, in Kürze wiederzukommen, da er die beiden nicht stören möchte. Olivero fragt daraufhin Agapito, ob er nun noch ärmer sei als vorher und sich nun ohne Pferd durchschlagen müsse, was unter Gauchos als Zeichen besonderer Armut gilt. Agapito erwidert, dass er es trotz seiner Armut immer wieder schaffe, sich ein Pferd zu besorgen. Vor einigen Tagen habe er zum Beispiel einem englischen Boten ein Pferd gestohlen. Der Engländer sei ein stolzer Geck gewesen, der jeder Frau hinterher gelaufen sei, obwohl er ein dümmeres Gesicht als dessen Großmutter habe. Olivera kann nicht glauben, dass Agapito einem Engländer ein Pferd gestohlen hat, worauf Agapito seine Tat damit rechtfertigt, dass sich der Engländer ihm und den anderen Einheimischen gegenüber arrogant verhalten habe. Als er den Engländer z. B. nach einer Zigarre gefragt habe, habe der Engländer ihn beinahe in eine Schlammpfütze gestoßen, wenn Agapito ihm nicht rechtzeitig ausgewichen wäre. Der Raub des Pferdes sei die Rache für das Verhalten des Engländers gewesen. Der weiterhin ungläubige Olivera lobt Agapito für seinen Mut. Die Geschichte beginne ihm zu gefallen, weshalb er fortfahren solle. Agapito setzt seine Schilderung mit dem Engländer fort. Nachdem der Engländer versucht habe, ihn in den Schlamm zu stoßen, habe Agapito sich Rache geschworen und den Engländer auf Schritt und Tritt verfolgt. Da das Pferd des Engländers sehr scheu sei, sei es, als es das Dorf erreichte, nervös geworden und durchgebrannt. Dabei habe das Pferd den Engländer vom Sattel geworfen und ihn mitgestreift, da er im Steigbügel hängengeblieben sei. Als der Riemen, der das Steigbügel gehalten habe, zum Glück für den Engländer gerissen sei, habe das Pferd begonnen, die Hauptstraße entlang zu flitzen. Agapito habe infolgedessen die Verfolgung des Pferdes aufgenommen. In der Nähe der Läden auf der Hauptstraße habe sich das Pferd schließlich in den Zügeln verheddert, so dass Agapito es habe einfangen können. Da das Pferd sich indessen eine Rippe gebrochen habe, habe Agapito diesem die Rippe wieder zurechtgerückt und den Sattel locker geschnallt. Anschließend habe Agapito das Pferd dem Engländer zurückgebracht. Dieser habe sich von dem Sturz wieder erholt und dementsprechend wie ein stolzer Geck aufgetreten. Als der Engländer auf das Pferd gestiegen sei, habe dieses den gebrochenen Knochen zu spüren bekommen und sich mit einem Bocksprung vom Engländer befreit. Olivera kommentiert die Geschichte damit, dass er über die mangelnde Reitfähigkeiten der Engländer erstaunt sei, wo sie in ihren Schiffen doch so stolz aufträten. Agapito setzt seine Schilderung fort: das Pferd habe, auch als es den Engländer losgeworden sei, so viele Bocksprünge gemacht, dass es schließlich das gesamte Pferdegeschirr abgeschüttelt habe. Als das Pferd sich wieder beruhigt habe, habe Agapito sich daraufgesetzt und sei fortgeritten. Der Engländer, der sich wohl den Hals gebrochen habe, sei bisher nicht gekommen, um es zurückzufordern. Am Ende seiner Rede bietet Agapito Olivera das Pferd an, falls er gerade keines besitze. Das Gespräch der beiden wird durch Marcelo unterbrochen, der sich darüber beschwert, dass beide immer noch miteinander schwatzten.

#### Vers 238–365
Nach der Ankunft und Begrüßung von Oliveras Frau Pilar, wird eine zweite Anekdote erzählt. Diesmal geht es um Olivera, der in einem der zahlreichen Kriege, die in der La-Plata-Region tobten, an einem Feldzug teilgenommen hatte. Er und die anderen Gauchos seien in Scharen und in Lumpen in den Krieg gezogen. Sie hätten sich zur Küste begeben und seien in Booten und Schiffen auf das andere Ufer gebracht worden. Die Beschreibung des Schiffes, auf dem Olivera fuhr, erfolgt in den Begriffen eines Gaucho. Dementsprechend vergleicht er das Schiff mit einem Pferdekarren. Eigentlich handelt es sich bei dem Gefährt um ein Dampf-Segelschiff. Bug und Heck werden als der vordere und hintere Teil des Karrens bezeichnet, die Länge des Schiffs wird in Lassowürfen angegeben, die Mäste mit den Stützbalken einer Ranch verglichen, Die Dampfmaschinentechnik ist Olivera völlig fremd und daher unheimlich. Lediglich das Dampfrad des Schiffes wird als riesiges Rad eines Pferdekarrens beschrieben. Als das Schiff fahrt genommen hat, ist dies in seiner Wahrnehmung so, als ob man dem Schiff die Zügel gelockert habe. Die Geräusche und die Bewegungen des Schiffes werden mit dem Wiehern und dem Bocken eines Pferdes verglichen. Die Passagiere – zumeist Gauchos und Gauchas seien wie Mehlsäcke hin- und hergerollt. Schließlich seien sie von der Seekrankheit heimgesucht worden und hätten sich allesamt bis auf die letzte Bohne übergeben müssen. Auf der Rückreise sei Olivera die Küste entlanggestreift, um die beschwerliche Schiffsreise zu vermeiden.

#### Vers 366–471
Marcelo beklagt die unzähligen Kriege, in die das Schicksal sie seiner Auffassung nach gestürzt habe. Olivera ist hingegen zuversichtlich: Seiner Auffassung nach dauert kein Leid unendlich lange, auch wenn es den Menschen so erscheine, da sie sterblich seien und daher das Ende nicht sähen Marcelo pflichtet ihm bei. Acht Jahre lang hätten sie bereits unter dem Krieg gelitten und viele Enttäuschungen erlebt. Die einen hätten sich Macht-Ambitionen hingegeben und strebten danach, möglichst viel Geld zu verdienen, die anderen hätten sich der Preisgabe und Hinterlist verschrieben. Mit Letzteren sind Frankreich und England gemeint, die sie, d. h. die Argentinier, nach Marcelos Auffassung bis zur Schulter im Krieg hätten versinken lassen. Mit etlichen Bündnissen und Versprechen hätten beide Länder Beute gemacht um sich schließlich feige zurückzuziehen. Marcelo verflucht den französischen und englischen Monarchen und wünscht sich, dass der französische König eines Tages die Eingeweide zur Schau stellend am Straßenrand liegen möge. Nur ein Argentinier könne die Argentinier aus dem Krieg und der Not retten. Olivera pflichtet Marcelo bei. Die Kriege hätten England und Frankreich eine Legitimation gegeben, sich in die Politik Argentiniens bzw. der La-Plata-Staaten einzumischen. Er empfinde allerdings Genugtuung, dass sich Weltmächte wie England und Frankreich von einem Mann wie Rosas auf der Nase herumtanzen ließen (siehe Zueignung). Die gekrönten Teufel (d. h. Monarchen) Englands und Frankreichs würden sich aus Angst Rosas zum Genossen machen und die Blockade aufheben. Gegenüber den Unitariern würden die Engländer und Franzosen mit Worten glänzen, gegenüber Rosas mit Taten. Am Ende seiner Rede ist Olivero dermaßen aufgebracht, dass er Marcelo um einen Schnaps bittet, um sich wieder zu beruhigen.

#### Vers 472–528
Schließlich ist noch von Luciano Callejas, einem gemeinsamen Freund von Severo und Marcelo die Rede, der in La Encuhetada als Unterzeichner der Notiz und als Autor der Zueignung firmiert. Olivera befinde, sich auf derselben Wellenlänge wie Callejas. Olivera wundert sich, dass Callejas sich in der Gegend befindet und erkundigt sich nach diesem. Marcelo erzählt seinem Freund, dass Luciano bereits da gewesen sei. Da eine Ladung Vieh angekommen sei, habe er sich darum gekümmert. Marcelo habe ihn mit Geld und einen asado entlohnt. Callejas habe ihm zugesichert, am Mittag wiederzukommen und Wein mitzubringen. Sie würden deshalb bald Essen gehen. Als Olivera vor Erschöpfung einnickt, bietet ihm Marcelo an, sich schlafen zu legen. Er werde indessen die Vorbereitungen für den asado treffen, denn, wenn Luciano wieder komme, wolle er den Besuch Oliveras mit einem gehörigen Rausch feiern. Agapito wird indessen zur Anlegestelle geschickt, um dort eine nicht genannte Angelegenheit zu erledigen. Agapito hat jedoch Angst, dem Engländer, dem er das Pferd gestohlen hat, wieder zu begegnen. Pilar ermuntert ihn deshalb, dem Engländer entschlossen entgegenzutreten. Agapito holt zu diesem Zweck seinen Dolch. Marcelo fragt ihn, was er zu tun gedenke. Agapito entgegnet ihm, dass er nichts tun wolle, den Engländer aber durchprügeln werde, wenn dies notwendig sei.

## Weitere Informationen
- Das Wort cosquilloso kann neben kitzlig auch reizbar oder misstrauisch bedeuten.
- Oliveras Erstaunen darüber, dass Agapito ihn wiedererkannt habe, erinnert an das Erstaunen Luceros über das gute Gedächtnis Martíns Paulino Lucero (vgl. Vers 36–43).